# Банбери (Австралия)
Банбери — город в австралийском штате Западная Австралия. Является центром городской территории Банбери. Население — 68 248 чел. (по данным 2011 года).

## Климат
Банбери находится на юго-западе Австралии, на берегу Индийского океана, недалеко от устья реки Колли.
| Показатель                                                              | Янв. | Фев. | Март | Апр. | Май   | Июнь  | Июль  | Авг.  | Сен. | Окт. | Нояб. | Дек. | Год   |
| ----------------------------------------------------------------------- | ---- | ---- | ---- | ---- | ----- | ----- | ----- | ----- | ---- | ---- | ----- | ---- | ----- |
| Средний максимум, °C                                                    | 27,6 | 27,8 | 25,9 | 22,8 | 19,8  | 17,7  | 16,8  | 17,1  | 18,1 | 19,9 | 22,9  | 25,6 | 21,8  |
| Средний минимум, °C                                                     | 15,2 | 15,4 | 14,3 | 12,2 | 10,4  | 9,2   | 8,4   | 8,4   | 9,2  | 10,3 | 12,2  | 13,9 | 11,6  |
| Норма осадков, мм                                                       | 11,1 | 11,8 | 21,9 | 46,4 | 128,1 | 182,9 | 170,6 | 123,6 | 80,4 | 54,1 | 26,2  | 13,7 | 870,7 |
| Температура воды, °C                                                    | 28   | 28   | 29   | 30   | 30    | 29    | 29    | 28    | 29   | 29   | 29    | 28   | 28,8  |
| Источник: http://reg.bom.gov.au/climate/averages/tables/cw_009514.shtml |      |      |      |      |       |       |       |       |      |      |       |      |       |

## История
До появления белых людей эти земли населяли австралийские аборигены. Первым европейцами, посетившими район современного Банбери, стали члены экспедиции французского мореплавателя Луи де Фрейсине (1803). Де Фрейсине назвал данную территорию Порт-Лешено в честь французского ботаника и орнитолога Жана Батисита Лешено, участвовавшего в экспедиции. Залив получил имя Географ по названию одного из кораблей де Фрейсине.
В 1829 году по суше сюда пришли доктор Александр Колли и лейтенант Престон. Несколько позже здесь побывал Джеймс Стирлинг, первый губернатор Западной Австралии; по его приказу на этом месте был основан военный форт. Форт в 1836 году был назван Банбери по имени лейтенанта Генри Уильяма Сент-Пьера Банбери, исследовавшего трудный участок от Пинджарры до современного Банбери.
Первые вольные гражданские поселенцы появились в Банбери уже в 1838 году. В период с 1851 по 1868 гг. город быстро рос за счёт ссылки сюда преступников. Экономическому росту Банбери способствовало как наличие большой рабочей силы, так и «золотая лихорадка» в расположенном неподалёку городе Доннибрук и прокладка туда железной дороги. В 1900 году Банбери получил статус тауна (англ. town).
В последующие десятилетия возросла роль Банбери как морского порта.

## Население
По данным 2011 года, Банбери населяют 68 248 человек. При этом, за 2009—2010 гг. в город переехало на постоянное место жительства 2150 человек. В последние годы Банбери занимает первое место среди городов Австралии по темпам прироста населения.

## Достопримечательности
В число наиболее значимых достопримечательностей города входят музей «Коттедж Кинга», отель «Роуз», церковь Святого Марка (1824) и старый причал.

## Культура
В городе с 1987 года действует Региональная галерея искусств, расположенная в здании постройки 1897 года. Осуществляет свою деятельность культурно-развлекательный центр Centre stage. Также в Банбери есть Региональный развлекательный центр, комедийные музыкальные и театральные коллективы, комплекс из шести кинозалов Grand Cinemas Bunbury и др.

## Известные жители и уроженцы
- Пол Барнард[англ.] — профессиональный игрок в австралийский футбол
- Муррей Гудвин[англ.] — профессиональный игрок в крикет
- Джон Форрест — австралийский путешественник и государственный деятель
- Трой Элдер[англ.] — профессиональный игрок в хоккей на траве
- Натали Барр[англ.] — австралийская журналистка и телеведущая
- Барри Шеферд[англ.] — профессиональный игрок в крикет
- Аристос Папандрулакис[англ.] — шеф-повар и ведущей кулинарной телепередачи Surprise Chef[англ.]
- Сара-Мари Федель[англ.] — известная в Австралии участница различных реалити-шоу и актриса телевидения
- Леон Бейкер[англ.] — профессиональный игрок в австралийский футбол
- Адам Хантер[англ.] — также играет в одной из австралийских футбольных команд
- Боб Момилл[англ.] — австралийский радиоведущий
- Марк Уортингтон[англ.] — профессиональный баскетболист
- Кайл Реймерс[англ.], Невилл Джетта[англ.], Джейми Беннелл[англ.] и Бен Хоулет — австралийские футболисты
- Ноэл Браннинг[англ.] — австралийский телеведущий
- Кортни Итон — австралийская актриса и фотомодель

## Города-побратимы
- Сэтагая, Токио, Япония (1992)[11]

## Галерея
- Центр города
- Бухта Банбери
- Порт
- Виктория-стрит — главная улица города
- Зернохранилище